# Ernophthora
Ernophthora é um gênero de mariposa pertencente à família Crambidae.